# Alfenal
L'alfenal és un derivat dels barbitúrics inventat durant la dècada de 1960. Principalment s'utilitza per les seves propietats anticonvulsives, i per això és utilitzat a vegades per tractar l'epilèpsia o les convulsions, encara que no tant com altres barbitúrics més coneguts com el fenobarbital.
DL50: Ratolí (oral): 280 mg/kg